# Crangon allmanni
Crangon allmanni is een garnalensoort uit de familie van de Crangonidae. De wetenschappelijke naam van de soort werd in 1860 gepubliceerd door Kinahan.